# Podłęże (gmina)
Podłęże – dawna gmina wiejska istniejąca w latach 1973–1976 w woj. krakowskim (dzisiejsze woj. małopolskie). Siedzibą władz gminy było Podłęże.
Gmina została utworzona w dniu 1 stycznia 1973 roku w powiecie krakowskim w woj. krakowskim. Składała się z siedmiu sołectw: Ochmanów, Podłęże, Słomiróg, Staniątki, Suchoraba, Zagórze i Zakrzów.
1 czerwca 1975 gmina znalazła się w nowo utworzonym woj. miejskim krakowskim.
15 stycznia 1976 roku jednostka została zniesiona, a z jej obszaru i ze znoszonej gminy Zabierzów Bocheński utworzono nową gminę Niepołomice.
Zobacz też: gmina Podłęż